# Punta Camarinal
Punta Camarinal är en udde i Spanien.   Den ligger i provinsen Provincia de Cádiz och regionen Andalusien, i den södra delen av landet, 500 km söder om huvudstaden Madrid.
Terrängen inåt land är huvudsakligen kuperad, men åt nordväst är den platt. Havet är nära Punta Camarinal åt sydväst.  Närmaste större samhälle är Barbate de Franco, 17,0 km nordväst om Punta Camarinal. 